# Teodoro Sainz Rueda
Teodoro Sainz Rueda (Briviesca, 8 novembre 1835 – Madrid, 28 marzo 1897) è stato un filosofo e politico spagnolo.
Era amico di Nicolás Salmerón e sotto la sua Presidenza, nella Prima Repubblica spagnola, fu deputato al Parlamento nel 1873 per il comune di Villarcajo in provincia di Burgos.

## Biografia
Teodoro Sainz de Rueda nacque a Briviesca l'8 novembre 1835 da una famiglia facoltosa. Coltivò gli studi letterari con preferenza per l'antichità classica. Fu un emerito latinista e insegnò in diversi istituti.
A Madrid dal 1857 al 1862 frequentò la facoltà di Filosofia e Lettere della Università Centrale madrilena. Proprio in quegli anni Julián Sanz del Río aveva tradotto le opere del filosofo tedesco Karl Krause. Fu tra i primi ad aderire al circolo filosofico dei "krausisti" a cui appartennero, fra gli altri, Vicente Romero Girón (1835-1900), Ríos Portilla, Benito Pérez Galdós, Juan Uña Gómez e Nicolás Salmerón, restando fedele fino alla sua morte agli ideali repubblicani e progressisti predominanti in quel circolo.
Nel 1863 figura tra i sottoscrittori della "Historia Crítica de la Literatura Espanola" pubblicata da José Amador de los Ríos. Tra gli altri sottoscrittori c'erano Antonio Pirala, storico e politico, Regino Bescansa, editore e libraio di Pamplona, Pablo Gil, professore della Università di Saragozza ed altri.
In quel tempo Teodoro aveva la sua residenza in calle Alcalà n.13 presso la Real Academia de Bellas Artes de San Fernando, che a quei tempi ospitava anche la Facoltà di Storia naturale, e si legò d'amicizia con il coetaneo Salmerón conosciuto alla Università di Madrid con cui condivideva oltre alla giovane età anche gli ideali repubblicani democratici e di libertà che lo porteranno in politica attiva ad essere eletto deputato al Parlamento per il distretto di Villarcayo in Provincia di Burgos nel 1873 mentre il suo amico Salmerón ricopriva la carica di Presidente della Prima Repubblica spagnola..
Dopo la caduta della Prima Repubblica spagnola fu, insieme a Salmerón, Francisco Giner de los Ríos e a un gruppo di intellettuali e professori come lui espulsi dall'insegnamento pubblico per non voler giurare fedeltà alla monarchia e alla Chiesa cattolica, tra i fondatori della Institución Libre de Enseñanza, ovvero ILE, di cui fu socio fondatore con due azioni (ogni azione equivaleva a 250 pesetas di allora).
Fu tra i fondatori, e per qualche tempo anche gerente, del periodico repubblicano La Justicia fondato nel 1888 a Madrid e cessato tre mesi dopo la sua morte nel 1897.
Teodoro Sainz Rueda aveva acquistato nel 1874 una casa di villeggiatura a Baranda di Montija, in cui spesse volte ospitò il suo amico Salmerón che certamente approfittava della vicinanza delle terme di acqua sulfurea di Gayangos di Montija per curare la sua salute malferma. Questa casa di villeggiatura, chiamata Casa jardin, a Baranda di Montija esiste tuttora anche se in rovina e non più di proprietà degli eredi.
Per ironia della sorte questa Casa jardín fu il quartier generale di una squadra di quei fascisti italiani inviati in Spagna da Mussolini in rinforzo al generale Francisco Franco durante la Guerra civile del 1936-1939 che vide la caduta della Seconda Repubblica spagnola.
Sempre il caso volle che Teodoro Sainz Rueda morìsse a Madrid il 28 marzo 1897 lo stesso anno in cui nasceva suo nipote, figlio di Teodoro Sainz Romillo (1865-1924), Teodoro Sainz Álvarez Mesa (1897-1964) che soffrì il carcere durante il regime franchista seguito alla Guerra civile spagnola per avere lottato per gli stessi ideali repubblicani del nonno paterno.
Velilla de San Antonio, un centro a 30 km da Madrid chiamata "la piccola Madrid rurale", ha dedicato una strada sia ai Sainz-Romillo sia ai Sainz-Rueda. Fin dal 1888 una strada di questo centro rurale era intitolato ai "de Rueda", facoltosa famiglia che qui aveva estese proprietà.
Arganda del Rey, comune in provincia di Madrid che fu un importante centro di produzione vinicola alla fine del XIX secolo, ha dedicato una strada ai Sainz Romillo (i fratelli Eugenio e Teodoro, eredi della azienda vinicola paterna).

## Antenati
|                                            |              |                                               | Genitori                                   |  |  | Nonni |  |  | Bisnonni                                  |  |  | Trisnonni |  |
|                                            |              |                                               |                                            |  |  |       |  |  | Thomas Isidoro Sainz Ezquerra (1728-....) |  |  | ... Sainz |  |
|                                            |              |                                               |                                            |  |  |       |  |  | Thomas Isidoro Sainz Ezquerra (1728-....) |  |  | ... Sainz |  |
|                                            |              | ... Ezquerra                                  |                                            |  |  |       |  |  | Thomas Isidoro Sainz Ezquerra (1728-....) |  |  |           |  |
| Guillermo Sainz Lopez-Terrones (1760-....) |              |                                               |                                            |  |  |       |  |  | Thomas Isidoro Sainz Ezquerra (1728-....) |  |  |           |  |
|                                            |              | Manuela Lopez-Terrones Baranda (1730 - ....)  | Juan Lopez-Terrones                        |  |  |       |  |  |                                           |  |  |           |  |
|                                            |              | Manuela Lopez-Terrones Baranda (1730 - ....)  | Juan Lopez-Terrones                        |  |  |       |  |  |                                           |  |  |           |  |
|                                            |              | Manuela Lopez-Terrones Baranda (1730 - ....)  | Manuela de Baranda                         |  |  |       |  |  |                                           |  |  |           |  |
| Francisco Sainz Vivanco (1803-1845)        |              | Manuela Lopez-Terrones Baranda (1730 - ....)  |                                            |  |  |       |  |  |                                           |  |  |           |  |
|                                            |              | Clemente Vivanco Ruiz (17.. -....)            | Manuel Vivanco                             |  |  |       |  |  |                                           |  |  |           |  |
|                                            |              | Clemente Vivanco Ruiz (17.. -....)            | Manuel Vivanco                             |  |  |       |  |  |                                           |  |  |           |  |
|                                            |              | Clemente Vivanco Ruiz (17.. -....)            | Valentina Ruiz                             |  |  |       |  |  |                                           |  |  |           |  |
| Severa Josefa Vivanco Marañon (1773-....)  |              | Clemente Vivanco Ruiz (17.. -....)            |                                            |  |  |       |  |  |                                           |  |  |           |  |
|                                            |              | Josefa Eugenia Marañon Alonso (1745 - ....)   | Domingo Marañon Gutierrez (1710 - ....)    |  |  |       |  |  |                                           |  |  |           |  |
|                                            |              | Josefa Eugenia Marañon Alonso (1745 - ....)   | Domingo Marañon Gutierrez (1710 - ....)    |  |  |       |  |  |                                           |  |  |           |  |
|                                            |              | Josefa Eugenia Marañon Alonso (1745 - ....)   | Maria Alonso Mardones Dieʐ                 |  |  |       |  |  |                                           |  |  |           |  |
| Teodoro Sainz Rueda (1835-1897)            |              | Josefa Eugenia Marañon Alonso (1745 - ....)   |                                            |  |  |       |  |  |                                           |  |  |           |  |
|                                            | ... de Rueda | ... de Rueda                                  |                                            |  |  |       |  |  |                                           |  |  |           |  |
|                                            | ... de Rueda | ... de Rueda                                  |                                            |  |  |       |  |  |                                           |  |  |           |  |
|                                            | ... de Rueda | …                                             |                                            |  |  |       |  |  |                                           |  |  |           |  |
| Ambrosio de Rueda (1780 - ....)            | ... de Rueda |                                               |                                            |  |  |       |  |  |                                           |  |  |           |  |
|                                            |              | …                                             | …                                          |  |  |       |  |  |                                           |  |  |           |  |
|                                            |              | …                                             | …                                          |  |  |       |  |  |                                           |  |  |           |  |
|                                            |              | …                                             | …                                          |  |  |       |  |  |                                           |  |  |           |  |
| Francisca Paula de Rueda (1806-1839)       |              | …                                             |                                            |  |  |       |  |  |                                           |  |  |           |  |
|                                            |              | Manuel Saturnino de Ondovilla (c.1750-....)   | José de Ondovilla del Barrio (1700 - ....) |  |  |       |  |  |                                           |  |  |           |  |
|                                            |              | Manuel Saturnino de Ondovilla (c.1750-....)   | José de Ondovilla del Barrio (1700 - ....) |  |  |       |  |  |                                           |  |  |           |  |
|                                            |              | Manuel Saturnino de Ondovilla (c.1750-....)   | Maria Gil                                  |  |  |       |  |  |                                           |  |  |           |  |
| Maria Nicolasa de Ondovilla (1779-....)    |              | Manuel Saturnino de Ondovilla (c.1750-....)   |                                            |  |  |       |  |  |                                           |  |  |           |  |
|                                            |              | Maria Victoria Vivanco Luenco (c.1756 - ....) | ... Vivanco                                |  |  |       |  |  |                                           |  |  |           |  |
|                                            |              | Maria Victoria Vivanco Luenco (c.1756 - ....) | ... Vivanco                                |  |  |       |  |  |                                           |  |  |           |  |
|                                            |              | Maria Victoria Vivanco Luenco (c.1756 - ....) | ... Luenco                                 |  |  |       |  |  |                                           |  |  |           |  |
|                                            |              | Maria Victoria Vivanco Luenco (c.1756 - ....) |                                            |  |  |       |  |  |                                           |  |  |           |  |